# Dominyara
× Dominyara, (abreviado Dmya) en el comercio, es un híbrido intergenérico entre los géneros de orquídeas Ascocentrum × Luisia × Neofinetia × Rhynchostylis. Fue publicado en Orchid Rev. 88, cppo: 8 (1980).